# Editing dell'RNA
L'editing dell'RNA è un processo simile allo splicing: mentre quest'ultimo opera sugli esoni mescolandoli in ordine diverso per ottenere trascritti diversi, nei processi di editing vengono cambiati gli esoni a livello delle basi.
Cambiando una o più basi all'interno di una sequenza esonica si ottengono codoni diversi da quelli di partenza e che, di conseguenza, portano ad amminoacidi diversi durante il processo di traduzione.

## Meccanismi di editing
I principali meccanismi di editing sono:
- Deamminazione sito-specifica

Una base viene deamminata, e di conseguenza si trasformerà in un'altra base. Prendendo in esame la citosina, se subisce una reazione di deamminazione reagendo con una molecola di acqua si trasformerà in uracile.
Se si ha un codone CAA nel mezzo di una sequenza esonica che codifica per l'amminoacido glutammina, la deamminazione della citosina transformerà il codone in UAA che corrisponde ad un codone di stop.
Questo porterà ad una proteina inesatta o tronca, poiché dopo esser stata sintetizzata per metà troverà il codone di stop UAA che indurrà la terminazione della traduzione.
- Aggiunta di U negli esoni

Il gRNA (RNA guida) è in grado di aggiungere degli uracili a monte, a valle, o dentro la sequenza codificante, andando a modificare le triplette.
Il gRNA è diviso in 3 regioni: all'estremità 5' abbiamo l'ancora ed è in grado di legarsi all mRNA che deve subire l'inserimento di U.
La seconda regione determina il punto esatto dove dovranno essere inserite le U e la terza collocata all'estremità 3' è una sequenza di poli -U.